# Reprezentacja Rosji w hokeju na lodzie mężczyzn
Reprezentacja Rosji w hokeju na lodzie mężczyzn – reprezentacja Rosji w hokeju na lodzie mężczyzn.

## Historia
Od 1 kwietnia 1952 jest członkiem IIHF, swoje pierwsze mecze rozgrywała dopiero w 1992 roku. 12 kwietnia w Petersburgu drużyna rosyjska zagrała ze Szwedami mecz towarzyski, którego wynik to 2:2. W tym roku Rosjanie po raz pierwszy zagrała na mistrzostwach świata jako niepodległy kraj. W Czechach Rosjanie zajęli piąte miejsce, przegrywając ze Szwedami w ćwierćfinale 0:2. Rok później zdobyli pierwsze mistrzostwo świata. Sukces ten powtórzyli w 2008 roku, gdy w finale pokonali Kanadyjczyków po dogrywce 6:5. W 2009 Rosjanom udało się obronić tytuł mistrzowski pokonując w finale reprezentację Kanady 2:1. Rosja należy do elitarnej grupy wielkiej siódemki. Łącznie wystartowali dotychczas na siedemnastu turniejach mistrzostw świata, nie spadając nigdy do grupy B ani pierwszej dywizji. Do igrzysk w 2018 roku Rosja startowała na wszystkich możliwych turniejach olimpijskich. Ze względu na wykluczenie Rosji z igrzysk olimpijskich w Pjongczangu zawodnicy rosyjscy wystąpili jako drużyna Sportowców olimpijskich z Rosji.
W wyniku zawieszenia Rosji za aferę dopingową we wszelkich imprezach sportowych rangi mistrzostw świata i igrzysk olimpijskich na okres dwóch lat od 17 grudnia 2020 do 16 grudnia 2022, reprezentanci rosyjscy wystąpili w edycji MŚ 2021 pod szyldem ekipy "ROC" (skrót od Russian Olympic Committee – Rosyjski Komitet Olimpijski) i flagą z emblematem komitetu; zaś zamiast rosyjskiego hymnu odgrywano około jednominutowy fragment I koncertu fortepianowego Piotra Czajkowskiego. W związku z inwazją Rosji na Ukrainę IIHF w dniu 28 lutego 2022 ogłosiła, że zawieszono udział wszystkich drużyn narodowych i klubowych z Rosji i Białorusi każdej kategorii wiekowej we wszystkich zawodach i imprezach federacji do odwołania.
W reprezentacji Rosji jest zastrzeżony numer 17, dla upamiętnienia Walerija Charłamowa.

## Selekcjonerzy
26 maja 2011 z funkcji trenera reprezentacji Rosji został zwolniony dotychczasowy selekcjoner Wiaczesław Bykow, który prowadził kadrę od 2006 roku (jego asystentem był Igor Zacharkin). 20 czerwca 2011 na jego miejsce został zatrudniony Zinetuła Bilaletdinow (dotychczasowy szkoleniowiec drużyny Ak Bars Kazań). Do marca 2012 asystentem selekcjonera był szkoleniowiec klubu Witiaź Czechow, Andriej Nazarow. Później asystentami zostali Dmitrij Juszkiewicz (jednocześnie trener klubu Sibir Nowosybirsk) i Walerij Biełow, zaś trenerem bramkarzy jest Władimir Myszkin. W marcu 2014 nie przedłużono umowy z Bilaletdinowem. 26 marca 2014 szkoleniowcem został Oļegs Znaroks, a menedżerem generalnym Andriej Safronow (obaj odpowiednio trener i dyrektor klubu Dinamo Moskwa). W lipcu 2015 asystentem selekcjonera został Siergiej Zubow. Do 2018 asystentami Znaroka byli Harijs Vītoliņš, Igor Nikitin i Ilja Worobjow. 12 kwietnia 2018 ogłoszono, że tymczasowym głównym trenerem kadry został Ilja Worobjow, a jego asystentami Aleksiej Żamnow, Igor Nikitin, Raszyt Dawydow, Jurijs Ždanovs i Anwar Gatijatulin, zaś dotychczasowemu selekcjonerowi zaoferowano funkcję konsultanta szkoleniowego. Podczas turnieju MŚ 2019 asystentami Worobjowa byli Aleksiej Żamnow, Aleksiej Kudaszow, Raszyt Dawydow, Jurijs Ždanovs, Anwar Gatijatulin. 11 lipca 2019 nowym selekcjonerem został ogłoszony Aleksiej Kudaszow, a dotychczasowi asystenci pozostali na swoich posadach. W czerwcu 2020 nowym selekcjonerem został ogłoszony Walerij Bragin. Podczas turnieju MŚ 2021 asystentami w jego sztabie byli Albiert Leszczow, Stefan Persson, Konstantin Szafranow, Aleksander Titow. Pod koniec września 2021 Federacja Hokeja Rosji ogłosiła, że powołana rada ekspertów zarekomendowała mianowanie głównym trenerem Aleksieja Żamnowa.
- 1993–1994 Boris Michajłow
- 1994 Wiktor Tichonow (ZIO 1994)
- 1994–1995 Boris Michajłow
- 1995–1996 Władimir Wasiljew
- 1996 Boris Michajłow (PŚ 1996)
- 1996–1997 Igor Dmitrijew
- 1997–1998 Władimir Jurzinow
- 1998–2000 Aleksandr Jakuszew
- 2000–2002 Boris Michajłow
- 2002 Wiaczesław Fietisow (ZIO 2002)
- 2002–2003 Władimir Pluszczew
- 2003–2004 Wiktor Tichonow
- 2004−2005 Zinetuła Bilaletdinow
- 2005–2006 Władimir Krikunow
- 2006–2011 Wiaczesław Bykow
- 2011-2014 Zinetuła Bilaletdinow
- 2014-2018 Oleg Znarok
- 2018-2019 Ilja Worobjow
- 2019-2020 Aleksiej Kudaszow
- 2020-2021 Walerij Bragin
- 2021- Aleksiej Żamnow

## Udział w turniejach
| \| 1994 \| IV miejsce \| \| 1998 \| II miejsce \| \| 2002 \| III miejsce \| \| 2006 \| IV miejsce \| \| 2010 \| Ćwierćfinał \| \| 2014 \| V miejsce \| \| 2018 \| I miejsce[a] \| \| 2022 \| II miejsce[b] \| |              | - 1996 – półfinał - 2004 – ćwierćfinał - 2016 – 4. miejsce (półfinał) |
| Udział w igrzyskach olimpijskich |              |                                                                       |
| Rok | Kwalifikacje | Wynik                                                                 |
| 1994 | IV miejsce   |                                                                       |
| 1998 | II miejsce   |                                                                       |
| 2002 | III miejsce  |                                                                       |
| 2006 | IV miejsce   |                                                                       |
| 2010 | Ćwierćfinał  |                                                                       |
| 2014 | V miejsce    |                                                                       |
| 2018 | I miejsce    |                                                                       |
| 2022 | II miejsce   |                                                                       |

### Mistrzostwa świata
- 1992 – 5. miejsce
- 1993 – Złoty medal
- 1994 – 5. miejsce
- 1995 – 5. miejsce
- 1996 – 4. miejsce
- 1997 – 4. miejsce
- 1998 – 5. miejsce
- 1999 – 5. miejsce
- 2000 – 11. miejsce
- 2001 – 6. miejsce
- 2002 – Srebrny medal
- 2003 – 6. miejsce
- 2004 – 10. miejsce
- 2005 – Brązowy medal
- 2006 – 5. miejsce
- 2007 – Brązowy medal
- 2008 – Złoty medal
- 2009 – Złoty medal
- 2010 – Srebrny medal
- 2011 – 4. miejsce
- 2012 – Złoty medal
- 2013 – 6. miejsce
- 2014 – Złoty medal
- 2015 – Srebrny medal
- 2016 – Brązowy medal
- 2017 – Brązowy medal
- 2018 – 5. miejsce
- 2019 –  Brązowy medal
- 2021 – 5. miejsce[c]
- 2022 – wykluczenie
- 2023 – wykluczenie
- 2024 – wykluczenie
- 2025 – wykluczenie